# Seznam dílů pořadu Slavní neznámí
Seznam dílů pořadu Slavní neznámí uvádí přehled všech epizod tohoto seriálu připravovaného Pavlem Zunou pro internetovou televizi Stream.cz.

## Seznam
| Pořadí | Název                                                                           | Autor      | Osobnosti                        | Datum premiéry     |
| ------ | ------------------------------------------------------------------------------- | ---------- | -------------------------------- | ------------------ |
| 1      | Antonín Salva – Z domácího kutila světovou špičkou                              | Pavel Zuna | Antonín Salva                    | 17. dubna 2014     |
| 2      | David Lištvan – Jak se natáčejí hollywoodské velkofilmy                         | Pavel Zuna | David Lištvan                    | 23. dubna 2014     |
| 3      | Ondřej Karafiát – Česká stopa v nejslavnějším britském klubu                    | Pavel Zuna | Ondřej Karafiát                  | 1. května 2014     |
| 4      | Jiří Souček – Muž, který přestěhoval kostel                                     | Pavel Zuna | Jiří Souček                      | 8. května 2014     |
| 5      | Pavel Policar – Stavba výtahu v nejvyšší budově světa                           | Pavel Zuna | Pavel Policar                    | 15. května 2014    |
| 6      | Martin Rak – Amatérský fotograf s milionem fanoušků                             | Pavel Zuna | Martin Rak                       | 21. května 2014    |
| 7      | Rudolf Desenský – Psí psycholog                                                 | Pavel Zuna | Rudolf Desenský                  | 28. května 2014    |
| 8      | Oldřich Pelčák – Muž, který mohl letět do vesmíru                               | Pavel Zuna | Oldřich Pelčák                   | 4. června 2014     |
| 9      | Alexandr Katsapov – Sólista baletu Národního divadla                            | Pavel Zuna | Alexandr Katsapov                | 12. června 2014    |
| 10     | Radek Jaroš – Horolezec, který dobyl 13 osmitisícovek                           | Pavel Zuna | Radek Jaroš                      | 19. června 2014    |
| 11     | Ivan Chadima – Muž, který řídil nejslavnější hotely světa                       | Pavel Zuna | Ivan Chadima                     | 25. června 2014    |
| 12     | Pilotka Alena Zíková                                                            | Pavel Zuna | Alena Zíková                     | 17. září 2014      |
| 13     | Peter Jurkovič – Výrobce exkluzivních elektrických kytar                        | Pavel Zuna | Peter Jurkovič                   | 24. září 2014      |
| 14     | Simona Gábrišová – Ošetřovatelka pand a koal ve vídeňské ZOO                    | Pavel Zuna | Simona Gábrišová                 | 30. září 2014      |
| 15     | Igor Piňos – Mořeplavec, který pokořil obávaný mys Horn                         | Pavel Zuna | Igor Piňos                       | 8. října 2014      |
| 16     | Dely Serrano – Žena, která tlumočila světovým veličinám                         | Pavel Zuna | Dely Serrano                     | 15. října 2014     |
| 17     | Jakub Řeháček – Špičkový jeskynní potápěč                                       | Pavel Zuna | Jakub Řeháček                    | 22. října 2014     |
| 18     | Kardiolog Petr Widimský – Světové uznání díky převratné léčbě                   | Pavel Zuna | Petr Widimský                    | 29. října 2014     |
| 19     | Arthur F. Sniegon – Odvážný ochránce afrických slonů                            | Pavel Zuna | Arthur Sniegon                   | 3. listopadu 2014  |
| 20     | Eliška Hašková Coolidge – Asistentka 5 amerických prezidentů                    | Pavel Zuna | Eliška Hašková Coolidge          | 10. listopadu 2014 |
| 21     | Athos – Psí specialista na vyhledávání výbušnin                                 | Pavel Zuna | Athos                            | 18. listopadu 2014 |
| 22     | Profesor Eduard Zvěřina – Průkopník mikroneurochirurgie                         | Pavel Zuna | Eduard Zvěřina                   | 25. listopadu 2014 |
| 23     | Petr Novague – Designér, který má dvě ceny Red Dot                              | Pavel Zuna | Petr Novague                     | 2. prosince 2014   |
| 24     | Ben Abeles – Muž, který dal energii kosmickým sondám                            | Pavel Zuna | Ben Abeles                       | 9. prosince 2014   |
| 25     | Luboš Bílek – Trenér vítěze legendárního triatlonu Ironman                      | Pavel Zuna | Luboš Bílek                      | 16. prosince 2014  |
| 26     | Světlana Lavičková a Václav Knop – Hlasy, které zná každý                       | Pavel Zuna | Světlana Lavičková a Václav Knop | 29. prosince 2014  |
| 27     | Klára Zieglerová – Scénografka nominovaná na cenu Tony                          | Pavel Zuna | Klára Zieglerová                 | 17. února 2015     |
| 28     | Michal Máslík – Nejlepší student ročníku na prestižní britské univerzitě        | Pavel Zuna | Michal Máslík                    | 23. února 2015     |
| 29     | Stanislav Gazdík – 10 let v elitní jednotce cizinecké legie                     | Pavel Zuna | Stanislav Gazdík                 | 3. března 2015     |
| 30     | Gene Deitch – Držitel Oscara za krátký animovaný film v československé produkci | Pavel Zuna | Gene Deitch                      | 10. března 2015    |
| 31     | Milan Bruncvík – První Čech v legendárním závodu osmiveslic Cambridge – Oxford  | Pavel Zuna | Milan Bruncvík                   | 16. března 2015    |
| 32     | Prof. Pavel Prošek – Zakladatel české vědecké stanice na Antarktidě             | Pavel Zuna | Pavel Prošek                     | 23. března 2015    |
| 33     | Jan Weber – Několikanásobný mistr světa a Evropy ve footbagu                    | Pavel Zuna | Jan Weber                        | 31. března 2015    |
| 34     | Daniel Vávra – Tvůrce celosvětově úspěšné hry Mafia                             | Pavel Zuna | Daniel Vávra                     | 7. dubna 2015      |
| 35     | Malíř Ildar Youssoupov – Z Kazachstánu do pařížských galerií                    | Pavel Zuna | Ildar Youssoupov                 | 14. dubna 2015     |
| 36     | Roman Buš – Stavitel motorek s nejvyšším ohodnocením od profesionálů na MS      | Pavel Zuna | Roman Buš                        | 20. dubna 2015     |
| 37     | Markéta Navrátilová – Špičková fotografka závodu Tour de France                 | Pavel Zuna | Markéta Navrátilová              | 27. dubna 2015     |
| 38     | Oliver Dlouhý – Zakladatel světově úspěšného vyhledávače letenek                | Pavel Zuna | Oliver Dlouhý                    | 5. května 2015     |
| 39     | Jan Baptista Špidlen – Mistr houslař oceněný na významné světové soutěži        | Pavel Zuna | Jan Baptista Špidlen             | 12. května 2015    |
| 40     | Milada Karasová – Zakladatelka první české modelingové agentury                 | Pavel Zuna | Milada Karasová                  | 18. května 2015    |
| 41     | MUDr. Kristina Höschlová – Záchranářka se specializací na horskou medicínu      | Pavel Zuna | Kristina Höschlová               | 25. května 2015    |
| 42     | Jaroslav Beck – Tvůrce hudby k světoznámým herním trailerům                     | Pavel Zuna | Jaroslav Beck                    | 2. června 2015     |
| 43     | Ondřej Šilt – Nejlepší z Čechů ve hře go                                        | Pavel Zuna | Ondřej Šilt                      | 8. června 2015     |
| 44     | Michaela Karsten – Mistryně světa v paměťových schopnostech                     | Pavel Zuna | Michaela Karsten                 | 16. června 2015    |
| 45     | Adam Plachetka – sólista Vídeňské státní opery                                  | Pavel Zuna | Adam Plachetka                   | 6. října 2015      |
| 46     | Líba Plačková – Kondiční trenérka amerických hvězd                              | Pavel Zuna | Líba Plačková                    | 13. října 2015     |
| 47     | Vítězslav Dostál – Na bicyklu kolem světa                                       | Pavel Zuna | Vítězslav Dostál                 | 20. října 2015     |
| 48     | Ivan Liška – Umělecký ředitel Bavorského státního baletu                        | Pavel Zuna | Ivan Liška                       | 26. října 2015     |
| 49     | David Pavlík – Jediný Čech ve firmě SpaceX                                      | Pavel Zuna | David Pavlík                     | 3. listopadu 2015  |
| 50     | Lukáš Novák – Nejtvrdší hasič na světě                                          | Pavel Zuna | Lukáš Novák                      | 9. listopadu 2015  |
| 51     | Olga Knoblochová – První dáma české kosmetiky                                   | Pavel Zuna | Olga Knoblochová                 | 16. listopadu 2015 |
| 52     | Pavel Stodůlka – špičkový oční chirurg                                          | Pavel Zuna | Pavel Stodůlka                   | 23. listopadu 2015 |
| 53     | Pavel Kacerle – Vizuální efekty u světoznámých filmů                            | Pavel Zuna | Pavel Kacerle                    | 30. listopadu 2015 |
| 54     | Jaroslav Kmenta – novinář, který zmapoval podsvětí                              | Pavel Zuna | Jaroslav Kmenta                  | 7. prosince 2015   |
| 55     | Petra Novotná – Cvičitelka koní v Tolkienově Středozemi                         | Pavel Zuna | Petra Novotná                    | 14. prosince 2015  |
| 56     | Richard Blatný – Přes kanál La Manche stylem prsa                               | Pavel Zuna | Richard Blatný                   | 21. prosince 2015  |
| 57     | Jan Hasenöhrl – Zakladatel Českého národního symfonického orchestru             | Pavel Zuna | Jan Hasenöhrl                    | 28. prosince 2015  |
| 58     | Michaela Žučková – Zakladatelka české školy v Kalifornii                        | Pavel Zuna | Michaela Žučková                 | 28. března 2016    |
| 59     | Matěj Kodeš – Bublinář s 11 světovými rekordy                                   | Pavel Zuna | Matěj Kodeš                      | 5. dubna 2016      |
| 60     | Martin Šonka – Světová špička v akrobatickém létání                             | Pavel Zuna | Martin Šonka                     | 12. dubna 2016     |
| 61     | Vendula Stoklasová – Vysoko v barmanském nebi                                   | Pavel Zuna | Vendula Stoklasová               | 19. dubna 2016     |
| 62     | František Radkovský – Z výzkumného ústavu k biskupské berle                     | Pavel Zuna | František Radkovský              | 26. dubna 2016     |
| 63     | Josef Dubský – S diplomovou prací do špičkových automobilek                     | Pavel Zuna | Josef Dubský                     | 3. května 2016     |
| 64     | Libor Šula – Světový chovatel mainských mývalích koček                          | Pavel Zuna | Libor Šula                       | 10. května 2016    |
| 65     | Luděk Seryn – Mistr hodinářské práce                                            | Pavel Zuna | Luděk Seryn                      | 16. května 2016    |
| 66     | Adam Ondra – Po skalách až k hranici lidských možností                          | Pavel Zuna | Adam Ondra                       | 23. května 2016    |
| 67     | Pavel Hobza – Světově nejcitovanější český vědec                                | Pavel Zuna | Pavel Hobza                      | 30. května 2016    |
| 68     | Zdeněk Pelc – Manažer, který z vesnické firmy udělal světového lídra            | Pavel Zuna | Zdeněk Pelc                      | 7. června 2016     |
| 69     | Jana Boušková – Harfová virtuoska                                               | Pavel Zuna | Jana Boušková                    | 13. června 2016    |
| 70     | Jan Punčochář – Nejlepší český kuchař                                           | Pavel Zuna | Jan Punčochář                    | 29. listopadu 2016 |
| 71     | Bohumír Janský – Muž, který určil pramen Amazonky                               | Pavel Zuna | Bohumír Janský                   | 5. prosince 2016   |
| 72     | Martin Komárek – Pan dřevorubec                                                 | Pavel Zuna | Martin Komárek                   | 12. prosince 2016  |
| 73     | Milan Reindl – Designér stavebnic LEGO                                          | Pavel Zuna | Milan Reindl                     | 19. prosince 2016  |
| 74     | Lukáš Blohon – Třetí na světě ve hře Magic                                      | Pavel Zuna | Lukáš Blohon                     | 26. prosince 2016  |
| 75     | Miroslav Singer – Šest let v čele centrální banky                               | Pavel Zuna | Miroslav Singer                  | 2. ledna 2017      |
| 76     | Petr Kasnar – Světová špička v oboru mikromagie                                 | Pavel Zuna | Petr Kasnar                      | 9. ledna 2017      |
| 77     | Jiří Šanda – Půl století ve světě radioamatérů                                  | Pavel Zuna | Jiří Šanda                       | 16. ledna 2017     |
| 78     | Miroslav Šik – Velká postava evropské architektury                              | Pavel Zuna | Miroslav Šik                     | 23. ledna 2017     |
| 79     | Ondřej Konupčík – Jeden z nejlepších tatérů na světě                            | Pavel Zuna | Ondřej Konupčík                  | 30. ledna 2017     |
| 80     | Aleš Houfek – Z garáže mezi špičku v oboru                                      | Pavel Zuna | Aleš Houfek                      | 6. února 2017      |
| 81     | Pavol Floriš – S vlastnoručními čerpadly do Afriky i Asie                       | Pavel Zuna | Pavol Floriš                     | 28. března 2017    |
| 82     | Mnislav Zelený – Přítel jihoamerických indiánů                                  | Pavel Zuna | Mnislav Zelený                   | 1. května 2017     |
| 83     | Jakub Přibyl – Sommelier evropské úrovně                                        | Pavel Zuna | Jakub Přibyl                     | 8. května 2017     |
| 84     | Kateřina Falk – Světová autorita přes fyziku plazmatu                           | Pavel Zuna | Kateřina Falk                    | 15. května 2017    |
| 85     | Radovan Novák – Čtvrt století ve formuli 1                                      | Pavel Zuna | Radovan Novák                    | 22. května 2017    |
| 86     | Kateřina Šedá – S nezvyklými projekty do světových galerií                      | Pavel Zuna | Kateřina Šedá                    | 29. května 2017    |
| 87     | Elia Cmíral – Autor hudby ke světoznámým filmům                                 | Pavel Zuna | Elia Cmíral                      | 5. června 2017     |
| 88     | Jindřich Böhm – Hluboko pod hladinu za tajemstvími minulosti                    | Pavel Zuna | Jindřich Böhm                    | 12. června 2017    |
| 89     | Roman Vodička – Lékař exotických zvířat                                         | Pavel Zuna | Roman Vodička                    | 19. června 2017    |
| 90     | Jan Starý – Muž, který změnil léčbu dětských leukémií                           | Pavel Zuna | Jan Starý                        | 26. června 2017    |
| 91     | Matt Emmons – Famózní americký střelec s českým pasem                           | Pavel Zuna | Matt Emmons                      | 3. července 2017   |
| 92     | Jakub Hrůša – Ve 36 letech dirigentem světového jména                           | Pavel Zuna | Jakub Hrůša                      | 6. listopadu 2017  |
| 93     | Patrik Jurala – Úspěšná kariéra ve švýcarském kasinu                            | Pavel Zuna | Patrik Jurala                    | 13. listopadu 2017 |
| 94     | Antonín Kratochvíl – Z pracovního lágru mezi nejlepší fotografy světa           | Pavel Zuna | Antonín Kratochvíl               | 21. listopadu 2017 |
| 95     | Milan Koláček – Suchozemec mezi elitou námořního jachtingu                      | Pavel Zuna | Milan Koláček                    | 28. listopadu 2017 |
| 96     | Aleš Kněžínek – První Čech ve světové špičce PC her                             | Pavel Zuna | Aleš Kněžínek                    | 4. prosince 2017   |
| 97     | Petr Horáček – Autor, jehož čtou děti po celém světě                            | Pavel Zuna | Petr Horáček                     | 11. prosince 2017  |
| 98     | Ivan Exner – Překrásné obrazy v duchu starých mistrů                            | Pavel Zuna | Ivan Exner                       | 18. prosince 2017  |
| 99     | Michal Návrátil – Osamělá cesta ke skokanským výšinám                           | Pavel Zuna | Michal Návrátil                  | 25. prosince 2017  |